# Tuckur
Tuckur, (finska Tukkur), är en by i Vörå kommun i Österbotten.
Den ligger fem kilometer från riksväg 8 och sex kilometer från Vörå centrum. Tuckur har pälsnäring, svinnäring, nötkreatur och ett fåtal hästar.
I Tuckur finns fornbyar från bronsåldern och även Tuckur storsten, ett flyttblock som tillhör de fredade minnesmärkena i Vörå kommun.